# Fritz Ryser
Fritz Ryser (Huttwil, Cantó de Berna, 26 de maig de 1873 - Berlín, 13 de febrer de 1916) va ser un ciclista suís. S'especialitza en la pista concretament en el mig fons, on va guanyar un Campionat del món.

## Palmarès en pista
- 1899
  -  Campió de Suïssa de Mig fons
- 1908
  -  Campió del Món de Mig fons

## Palmarès en carretera
- 1899
  -  Campió de Suïssa en ruta